# 佐野美香
佐野 美香（さの みか、1972年5月12日 - ）は、四国放送の元女性アナウンサー。徳島県阿南市出身。慶應義塾大学卒業。1995年に四国放送へ入社。

## 過去の主な出演番組

### ラジオ
- パワフルトクシマどないしょん
- JRTサンデーウェーブ
- 山中賢次のうぃーくえんどベースボール